# Nguyễn Trù
Nguyễn Trù (chữ Hán:阮儔, 1668-1738), tự Trung Lượng, hiệu Loại Phủ, Loại Am, người phường Đông Tác (Trung Tự), huyện Thọ Xương thuộc kinh thành Thăng Long, là một đại thần dưới triều Lê Trung hưng, đã từng đảm nhiệm chức vụ Tế tửu và Tư nghiệp trường Quốc Tử Giám. Ông đỗ Đệ nhị giáp Tiến sĩ xuất thân (Hoàng giáp) khoa thi năm 1697.

## Tiểu sử
Nguyễn Trù sinh giờ Hợi ngày 1 tháng 11 năm Mậu Thân, niên hiệu Cảnh Trị thứ 6 đời vua Lê Huyền Tông (tức năm 1668). Ông là người phường Đông Tác, huyện Thọ Xương, thuộc kinh thành Thăng Long (Nay thuộc địa bàn phường Trung Tự và Phương Liên - quận Đống Đa - Hà Nội). Nguyễn Trù là hậu duệ đời thứ thứ 8 của dòng họ Nguyễn Đông Tác, những người đã định cư tại kinh thành Thăng Long từ thế kỉ 15. Ông là cháu ruột của Hiển Quận Công Nguyễn Hy Quang.

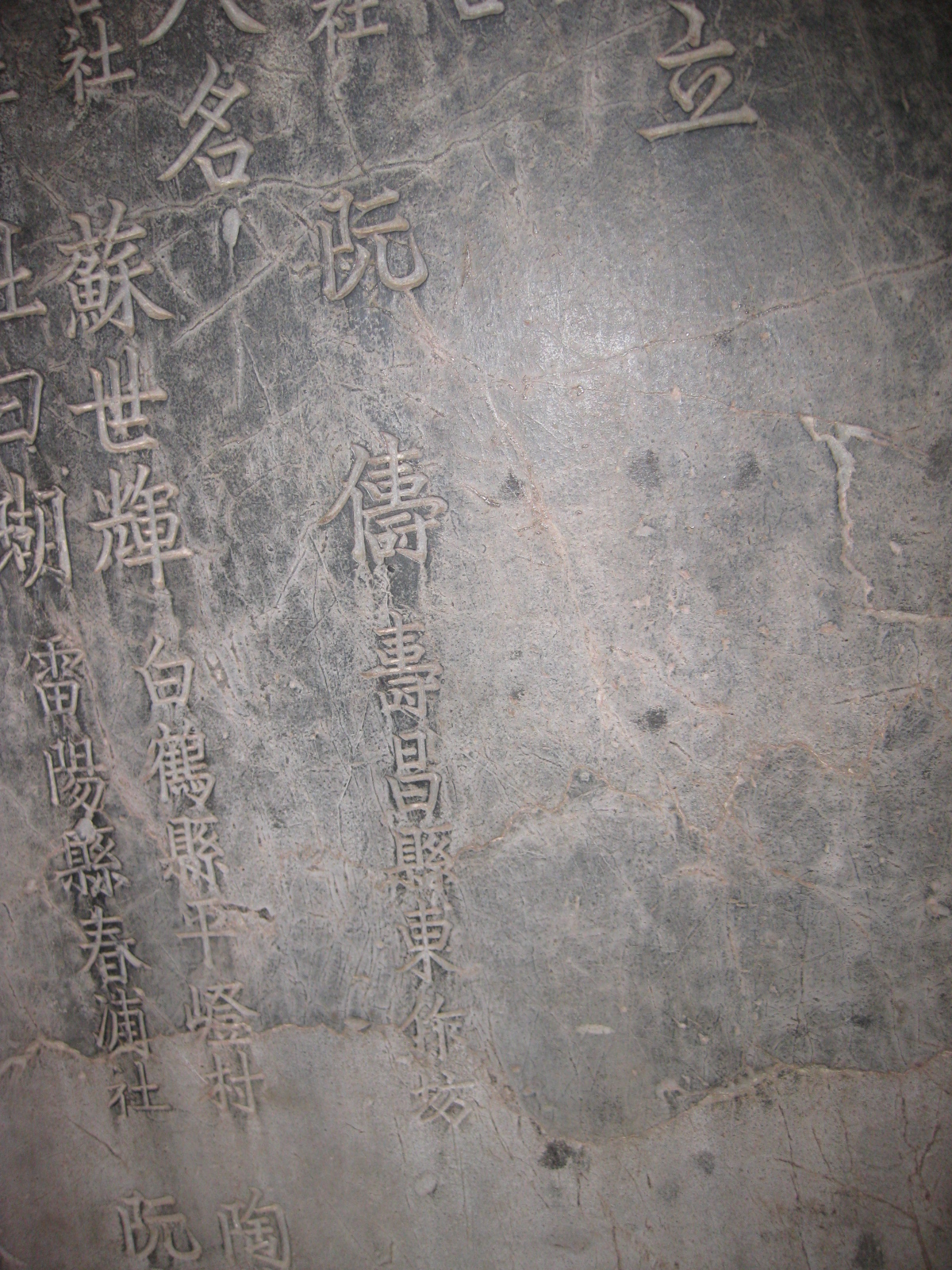
Bia Tiến sĩ khắc năm Chính Hoà thứ 18 (1697) tại Văn Miếu - Quốc Tử Giám (Hà Nội) đề tên Nguyễn Trù, người phường Đông Tác, huyện Thọ Xương

Năm 1690, ông đỗ Hương cống. Năm 1697, tức năm thứ 18 niên hiệu Chính Hòa, đời vua Lê Hy Tông, ông ứng thi khoa Đinh Sửu và đỗ Đệ nhị giáp Tiến sĩ xuất thân (Hoàng giáp). Cùng với Nguyễn Quyền, ông là một trong số hai người đỗ đầu kì thi Đình (nhị giáp).
Sau khi đỗ đại khoa, năm 1698, được cử làm Hàn lâm Hiệu lý. Từ đó đến năm 1710, ông làm Giám khảo các kì thi Hương, thi Hội, là Độc quyển khi thi Đình... Xen kẽ vào đó, trong những năm 1703, 1704, 1709, được cử làm Đốc đồng 2 xứ Tuyên Quang – Hưng Hoá rồi ở Kinh Bắc và Hiến sứ xứ Sơn Tây.
Năm 1717, ông thụ chức Tế Tửu Quốc Tử Giám. Cuối năm đó, ông được cử làm Khâm sai Đề điệu Kinh Bắc.
Khoảng những năm 1720, Nguyễn Trù được triều đình bổ dụng làm Đốc trấn Cao Bằng.
Trong thời gian làm đốc trấn Cao Bằng, nhận thấy việc phiên viễn có phần lơi lỏng, ông đã đề xuất một số cải cách bằng việc cho phiên thần Thái Nguyên đem quân bản thổ luân chuyển đi thú. Khâm định Việt sử Thông giám cương mục cho biết: trước đây, lính thổ ở Thái Nguyên hàng năm luân chuyển nhau đi thú thủ Cao Bằng nhưng đến năm Bảo Thái thứ 2 (1721), chúa Trịnh Cương cho rằng đất nước thừa hưởng thái bình đã lâu, cõi biên vô sự, quân lính ở tại (thổ trước) cũng đủ sức chống cự, bèn sai bỏ việc đồn thú để giảm bớt sự khó nhọc vì phải thay nhau luân phiên. Đồng thời, chúa Trịnh còn cho giảm bớt số viên chức ở ngoại trấn. Tuy nhiên, do tình hình chính sự trong nước có những biến động lớn, nhiều cuộc nổi dậy của nông dân ở Đàng Ngoài bùng nổ mạnh mẽ đã ảnh hưởng trực tiếp đến vùng núi phía Bắc. Bởi vậy, chỉ trong vòng chưa đầy ba năm thực hiện lệnh rút quân đồn thú khỏi Cao Bằng thì tình hình nơi đây lại trở nên nóng bỏng như trước. Theo lời đề xuất của Nguyễn Trù, việc này được nối lại, định lệ cứ mỗi năm một lần thay đổi.

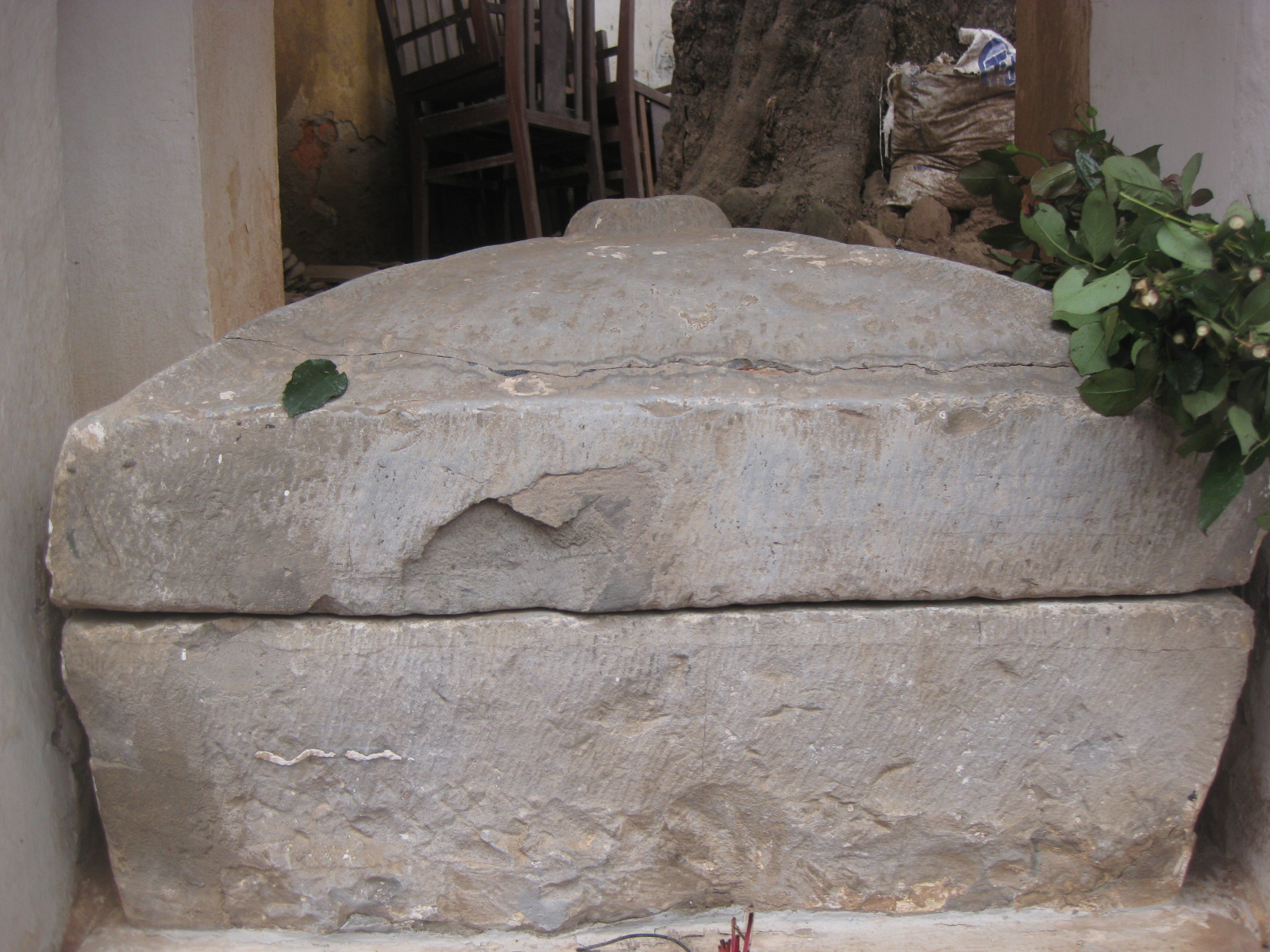
Tấm bia hộp "Đông Tác phường Trung Tự thôn địa giới kiệt" do Hoàng giáp Nguyễn Trù soạn, hiện đang được đặt tại đình làng Trung Tự

Năm 1721, ông làm Thừa chính sứ xứ Lạng Sơn và được lĩnh tước Hầu. Năm sau được thăng Hữu Thị Lang bộ Lễ và cha mẹ được phong ấm. Năm 1724, ông bị giáng làm Ngoại tư Hải Dương Thừa chính sứ.
Năm 1728, niên hiệu Bảo Thái thứ 9, ông quay lại sự nghiệp làm học quan dạy học, được triều đình bổ dụng giữ chức Hữu Thị lang bộ Hình, kiêm Tư nghiệp Quốc Tử Giám, hàm tùng ngũ phẩm. Như vậy, ông là đã từng kinh qua cả hai cương vị cao nhất của trường Quốc Tử Giám là Tế tửu và Tư nghiệp. Ông đã đào tạo được nhiều học trò xuất sắc, có thể kể đến Tiến sĩ Nguyễn Công Thể, người từng giữ cương vị Tể tướng và Tế tửu Quốc Tử Giám. Ông được xem là một trong những "người thầy một đời, muôn đời"
Nguyễn Trù mất giờ Dần, ngày 12 tháng 8 năm Bính Thìn (1738). Sau khi mất, ông được tặng Công bộ Tả Thị lang, tước Xương Phái hầu.

## Trước tác

### Sách học đề cương
Năm Vĩnh Thịnh 9 (1713), ông đã chú thích và cho in cuốn "Sách học đề cương" (茦學提綱) của Chúc Nghiêu (Trung Quốc) gồm, 10 quyển, 124 bài văn sách, đề tài lấy từ Kinh, Sử, bàn về tấm lòng vua, nhân đức, hiếu liêm, nho thuật hình pháp. Mục đích của sách này là để cho các sĩ tử tham khảo các đề tài và các cách làm bài luận khi thi Hội. Trong lời bạt, Nguyễn Trù viết: "Sách này của Chúc Nghiêu tiên sinh là chính tông của môn sách học, lưu hành khắp nơi đã lâu năm. Hiềm vì sách thì có mà chú thích còn thiếu, tôi không tự lượng kiến thức hẹp hòi, kính đem những điều được biết chép ra để cho người mới học được tiện tra cứu". Các chú thích của Nguyễn Trù không tách ra phần riêng mà vẫn theo cách thông thường: bám sát nguyên văn, gặp chữ (từ) khó, điển lạ có thể người mới học chưa biết thì chú giải dùng chữ nhỏ chua ngay dòng lưỡng cước bên cạnh để giải thích. Những chú thích như vậy rất cần thiết để người đọc dễ lĩnh hội ý nghĩa và phương pháp của bài sách luận.
Bàn về tác phẩm này, Phan Huy Chú đã đánh giá: "chú thích rất kĩ lưỡng, xác đáng". 

### Quần hiền phú tập
Năm 1728, Nguyễn Trù cho hiệu đính và in lại tập sách "Quần hiền phú tập", gồm 30 tác giả từ thế kỉ 14 - 18 như Trương Hán Siêu, Mạc Đĩnh Chi, Nguyễn Phi Khanh, Nguyễn Trãi, Lý Tử Tấn. Đây là tập phú cổ nhất của nước ta nay còn giữ lại được cho đến ngày nay. Tập phú không những có giá trị cho việc dạy học mà còn là một bộ sưu tập giữ lại được những tác phẩm phú chữ Hán trong thời kỳ thịnh đạt của thể loại, mà nhà bác học Lê Quý Đôn đã khen là "khôi kỳ, hùng vĩ, lưu loát, đẹp đẽ". Danh sĩ thời Lê Nguyễn Công Cơ (1673 -1733), cho rằng: "Bộ tuyển tập phú này nếu không có các bậc hiền xưa thì không có nghệ thuật thần diệu; nhưng các bậc hiền triết đó nếu không có ông Nguyễn (tức Nguyễn Trù, tác giả bộ tuyển phú) thì không để được văn phú cho đời sau".
Ngoài ra, ông còn cho in sách Truyền kỳ lục, cũng là một tác phẩm thuộc thể loại hiếm quý của văn học Việt Nam. Tuy nhiên, tập sách này hiện chưa tìm thấy.

### Đông Tác phường Trung Tự thôn địa giới kiệt
Ông cũng là người dựng văn bia "Đông Tác phường Trung Tự thôn địa giới kiệt" (có nghĩa là "Bia mốc giới thôn Trung Tự, phường Đông Tác") soạn vào ngày 2 tháng 6 năm Quý Sửu, niên hiệu Long Đức thứ 2 1733. Văn bia này hiện đang được lưu giữ tại đình làng Trung Tự. Đây là một văn bản chứng nhận quyền sử dụng ruộng đất của dân làng sau khi dân làng Trung Tự thắng kiện và đòi lại được đất đai bị chiếm dụng trong suốt 80 năm.
Trong lời mở đầu văn bia, Nguyễn Trù viết: "Ngày phục nghiệp của thôn ta, có một đạo "Khải của quan Phụng Sai", lại thêm một đạo "Phán quyết của quan Cai Khám (quan tra xét)". Đây là những vật báu muôn đời, được cất giữ trong hòm quý đến nay vừa tròn 60 năm. Nay ta muốn truyền lại lâu dài, bèn cùng người làng tìm đá, chọn người để chép lại và khắc sâu, khiến cho trăm đời có bằng chứng, vạn năm không hư hỏng".
Sau lời mở đầu, văn bia được khắc gồm có hai văn bản. Một là bài Khải soạn ngày 10 tháng 6 năm Quý Sửu, niên hiệu Dương Đức 2 (1673) của một viên quan phụng sai dâng lên chúa Trịnh trình bày ý kiến của viên quan này đề đạt lên chúa xin công nhận và trả lại cho dân thôn Trung Tự số ruộng đất đã bị "quân doanh" và "quân phòng" chiếm đoạt. Hai là một văn bản ra đời sau đó bốn năm, đề ngày 19-8, Đinh Tỵ, niên hiệu Vĩnh Trị 2 (1677), có tên là "Cai khám quan phó đoạn tích" (có nghĩa là "Quyết định của quan Cai Khám"). Nội dung là lời quan Cai Khám phán quyết về vụ kiện về tranh chấp đất đai giữa làng Trung Tự và làng Kim Hoa láng giềng. Quan Khám phán quyết rằng: Sau khi thẩm tra và đối chiếu địa bạ, thấy làng Kim Hoa tố cao làng Trung Tự chiếm đất của mình là sai, vì các khu đất có từ lâu đã thuộc về làng Trung Tự. Làng Kim Hoa phải nộp phạt 30 quan tiền về tội mạo chiếm.
Bia đá này được xem là một di vật "độc nhất vô nhị" ở Hà Nội vì được xem là tấm "sổ đỏ" đầu tiên của một ngôi làng ở Việt Nam. Mặt khác, đây là một loại bia hộp vì có hình thù như một chiếc hộp, gồm hai phiến đá úp vào nhau. Cả hai phiến đều hình vuông, mỗi cạnh 76 cm, tấm dưới dày 50 cm, tấm trên 18 cm..

## Đánh giá
Nhận xét về Nguyễn Trù, sách "Khâm Định Việt Sử Thông Giám Cương Mục" viết: "Trù là người học hỏi rộng rãi, thường sửa định, chú giải các sách Sách học đề cương và Quần hiền phú v.v... lưu hành ở đời".